# Symplocos rubiginosa
Symplocos rubiginosa är en tvåhjärtbladig växtart som beskrevs av Nathaniel Wallich. Symplocos rubiginosa ingår i släktet Symplocos och familjen Symplocaceae. Inga underarter finns listade i Catalogue of Life.